# The Boulet Brothers' Dragula
The Boulet Brothers' Dragula, noto semplicemente come Dragula, è un programma televisivo statunitense, in onda a partire dal 2016.
Lə concorrenti sono drag monster che devono mostrare le loro doti di intrattenitrici e uno loro stile grottesco e horror, sfidandosi in varie gare. Ogni settimana le concorrenti vengono giudicate per le loro performance da vari giudici fissi (le Boulet Brother stesse) e ospiti, che variano di settimana in settimana. Al termine di ogni episodio una concorrente viene eliminata; l'ultima che rimane verrà incoronata Dragula: The World's Next Drag Supermonster e riceverà una serie di premi, diversi a seconda della serie.

## Format
Il casting viene annunciato online e chi vuole partecipare al programma deve mandare un provino formato video. Per poter prendere parte al programma è necessario avere 21 o più anni. Le persone transgender possono partecipare al programma e, nel corso delle stagioni, alcuni concorrenti hanno dichiarato apertamente il loro stato di transgender.
- La sfida principale: in ogni sfida principale ai concorrenti viene chiesto di svolgere una prova, generalmente sono gare individuali in cui devono svolgere una particolare sfida, di genere grottesco e horror, e inoltre prendere parte alla sfilata sul palcoscenico principale con un outfit che rispecchi il tema della settimana.
- L'eliminazione: tutti i concorrenti vengono chiamati davanti ai giudici. In questa fase i vari concorrenti vengono giudicati. Il migliore della puntata viene dichiarato vincitore ricevendo un premio. I peggiori devono sfidarsi nella Extermination Challenge (in italiano Sfida di sterminazione), volte a mettere alla prova fisicamente e psicologicamente i concorrenti, per dimostrare se hanno lo spirito giusto, richiesto dai giudici per rimanere in gara. Il peggiore verrà eliminato dalla competizione, che verrà anche "sterminato" durante i titoli di coda.[3]

### Giudici
Ogni edizione di The Boulet Brothers' Dragula prevede la presenza di giudici fissi e di giudici ospiti che variano di settimana in settimana. I giudici danno la loro opinione sui vari concorrenti, esprimendo le loro opinioni circa ciò che accade sul palcoscenico principale. Tra i giudici ospiti comparsi nel corso delle edizioni troviamo: Henry Rollins, Milly Shapiro, Amanda Lepore, Bonnie Aarons, Felissa Rose, Danielle Harris, Rachel True, Cig Nuetron, Darren Stein, Peaches Christ, Poppy, Vanessa Hudgens, Bob the Drag Queen e Trixie Mattel.

#### Giudici fissi
| Giudice          | Edizioni | Edizioni | Edizioni | Edizioni | Edizioni | Edizioni |
| Giudice          | 1        | 2        | 3        | 4        | 5        | 6        |
| ---------------- | -------- | -------- | -------- | -------- | -------- | -------- |
| Dracmorda Boulet | Fisso    | Fisso    | Fisso    | Fisso    | Fisso    | Fisso    |
| Swanthula Boulet | Fisso    | Fisso    | Fisso    | Fisso    | Fisso    | Fisso    |
| Landon Cider     |          |          |          | Ospite   | Fisso    | Ospite   |

### Premi
Ad ogni edizione, il vincitore della competizione riceve dei premi, che con il passare del tempo sono cambiati. I premi vinti in ogni edizione sono stati:
Edizione 1:
- 10000 $
- Il titolo di Dragula: The World's First Drag Supermonster

Edizione 2:
- 10000 $
- Il titolo di Dragula: The World's Next Drag Supermonster

Edizione 3:
- 25000 $
- Il titolo di Dragula: The World's Next Drag Supermonster

Edizione 4:
- 100000 $
- Il titolo di Dragula: The World's Next Drag Supermonster
- Prendere parte come artista principale al Dragula World Tour 2022

Edizione 5:
- 100000 $
- Il titolo di Dragula: The World's Next Drag Supermonster
- Prendere parte come artista principale al Dragula World Tour 2023

Edizione 6:
- 100000 $
- Il titolo di Dragula: The World's Next Drag Supermonster
- Prendere parte come artista principale al Dragula World Tour 2025

## Edizioni
| Edizioni | Concorrenti | Episodi | Prima TV USA | Prima TV Italia | Vincitore      |
| -------- | ----------- | ------- | ------------ | --------------- | -------------- |
| 1ª       | 9           | 8       | 2016         | inedita         | Vander Von Odd |
| 2ª       | 10          | 10      | 2017         | inedita         | Biqtch Puddin' |
| 3ª       | 11          | 10      | 2019         | inedita         | Landon Cider   |
| 4ª       | 11          | 10      | 2021         | inedita         | Dahli          |
| 5ª       | 11          | 10      | 2023         | inedita         | Niohuru X      |
| 6ª       | 12          | 10      | 2024         | inedita         |                |

### Prima edizione
La prima edizione di The Boulet Brothers' Dragula, è andata in onda negli Stati Uniti a partire dal 31 ottobre 2016 sulla rete televisiva Hey Qween TV. Nove concorrenti, provenienti da tutta la California, furono selezionati per essere incoronati la prima Dragula: The World's Drag Supermonster.
La vincitrice della prima edizione fu Vander Von Odd che, oltre al titolo, ricevette un premio in denaro di 10.000 dollari.

### Seconda edizione
La seconda edizione di The Boulet Brothers' Dragula, è andata in onda negli Stati Uniti dal 31 ottobre 2017 sulla piattaforma streaming WOW Presents, già creatrice dello show RuPaul's Drag Race. In questa edizione il numero dei concorrenti fu portato da nove a dieci, e i concorrenti residenti al di fuori della California hanno potuto prendere parte alla competizione per la prima volta.
La vincitrice della seconda edizione fu Biqtch Puddin' che, oltre al titolo, ricevette un premio in denaro di 10.000 dollari.

### Terza edizione
La terza edizione di The Boulet Brothers' Dragula, è andata in onda negli Stati Uniti dal 27 agosto 2019 sulla piattaforma streaming Amazon Prime.
Il vincitore della terza edizione fu il drag king Landon Cider che, oltre al titolo, ricevette un premio in denaro di 25.000 dollari.

### Quarta edizione
Il 7 aprile 2021 sono stati annunciati i casting per la quarta edizione del programma, che sarà trasmessa sulla piattaforma streaming Shudder. In questa edizione, inoltre, ha visto il ritorno di una concorrente proveniente da un'edizione precedente, Saint, nota anche come St. Lucia, ha ottenuto il diritto di partecipare a seguito della vittoria dell'episodio speciale The Boulet Brothers' Dragula: Resurrection.
Il vincitore della quarta edizione fu Dahli, già concorrente della seconda edizione che, oltre al titolo, ricevette un premio in denaro di 100.000 dollari e un posto come artista principale al Dragula World Tour 2022.

### Quinta edizione
La quinta edizione del programma è stata confermata il 7 dicembre 2022, con la successiva apertura dei relativi casting, riconfermando la trasmissione su Shudder. A partire da questa edizione Landon Cider, drag king nonché vincitore della terza edizione, entra a far parte dei giudici del programma. Il cast viene annunciato il 3 ottobre 2023.
La vincitrice della quinta edizione fu Niohuru X che, oltre al titolo, ricevette un premio in denaro di 100.000 dollari e un posto come artista principale al Dragula World Tour 2024.

### Sesta edizione
La sesta edizione del programma è stata confermata il 5 dicembre 2023 da Shudder, con la successiva apertura dei relativi casting. Il cast è stato annunciato il 10 settembre 2024.

## Concorrenti
I concorrenti che hanno preso parte al programma nelle quattro edizioni sono stati (in ordine di eliminazione):
| Edizioni | Vincitore      | Finalista(i)                           | 3°                                     | 4°                                     | 5°                   | 6°                | 7°            | 8°              | 9°             | 10°            | 11°           | 12°            |
| -------- | -------------- | -------------------------------------- | -------------------------------------- | -------------------------------------- | -------------------- | ----------------- | ------------- | --------------- | -------------- | -------------- | ------------- | -------------- |
| 1        | Vander Von Odd | Frankie Doom Melissa Befierce          | Frankie Doom Melissa Befierce          | Meatball                               | Loris Xochi Mochi    | Loris Xochi Mochi | Foxie Adjuia  | Ursula Major    | Pinche         |                |               |                |
| 2        | Biqtch Puddin' | James Majesty Victoria Elizabeth Black | James Majesty Victoria Elizabeth Black | Abhora                                 | Disasterina          | Erika Klash       | Dahli         | Kendra Onixxx   | Monikkie Shame | Felony Dodger  |               |                |
| 3        | Landon Cider   | Dollya Black Priscilla Chambers        | Dollya Black Priscilla Chambers        | Louisianna Purchase                    | Evah Destruction     | Maddelynn Hatter  | Hollow Eve    | Maxi Glamour    | Yovska         | St. Lucia      | Violencia!    |                |
| 4        | Dahli          | HoSo Terra Toma Saint Sigourney Beaver | HoSo Terra Toma Saint Sigourney Beaver | HoSo Terra Toma Saint Sigourney Beaver | La Zavaleta          | Jade Jolie        | Bitter Betty  | Merrie Cherry   | Koco Caine     | Astrud Aurelia | Formelda Hyde |                |
| 5        | Niohuru X      | Blackberri Orkgotik Throb Zombie       | Blackberri Orkgotik Throb Zombie       | Blackberri Orkgotik Throb Zombie       | Fantasia Royale Gaga | Cynthia Doll      | Jay Kay       | Anna Phylactic  | Jarvis Hammer  | Satanna        | Onyx Ondyx    |                |
| 6        | Asia Consent   | Auntie Heroine Grey Matter             | Auntie Heroine Grey Matter             | Yuri                                   | Pi                   | Jaharia           | Aurora Gozmic | Vivvi the Force | Majesty        | Desiree Dik    | Scylla        | Severity Stone |

1. ↑  Il concorrente è stato eliminato precedentemente dalla competizione, è tornato e ha continuato nella competizione.

## Spin-off

### The Boulet Brothers' Dragula: Resurrection
Il 20 ottobre 2020 è stato pubblicato un episodio speciale sulla piattaforma streaming Shudder. In questo speciale ha visto sette concorrenti, provenienti dalle prime tre edizioni del programma, sfidarsi per ottenere un posto come concorrente nella quarta edizione dello show.
Saint, nota precedentemente come St. Lucia, in qualità di vincitrice ha ricevuto come premio 20000 $ e un posto nella quarta edizione di The Boulet Brothers' Dragula.
| Concorrente        | Età | Città                         | Edizione originale | Posizionamento edizione originale | Posizionamento     |
| ------------------ | --- | ----------------------------- | ------------------ | --------------------------------- | ------------------ |
| Saint              | 25  | Acworth – Georgia             | 3ª edizione        | 10º posto                         | Vincitrice         |
| Dahli              | 29  | Phoenix – Arizona             | 2ª edizione        | 7º posto                          | 2º posto           |
| Victoria Black     | 25  | Orlando – Florida             | 2ª edizione        | Finalista                         | 3º posto           |
| Frankie Doom       | 35  | West Covina – California      | 1ª edizione        | Finalista                         | Dal 4º al 7º posto |
| Kendra Onixxx      | 35  | Moreno Valley – California    | 2ª edizione        | 8º posto                          | Dal 4º al 7º posto |
| Loris              | 25  | Hollywood – California        | 1ª edizione        | 5º/6º posto                       | Dal 4º al 7º posto |
| Priscilla Chambers | 23  | Asheville – Carolina del Nord | 3ª edizione        | Finalista                         | Dal 4º al 7º posto |

### The Boulet Brothers' Dragula Titans
In questo spin-off, molto simile ad una versione All Stars, alcuni dei concorrenti che hanno preso parte in una delle passate edizioni di The Boulet Brothers' Dragula prendono parte ad una nuova competizione con l'obiettivo di conquistare il titolo di World's First Drag Titan.
Come nella versione classica, i concorrenti devono mostrare le loro doti di intrattenitori e il loro stile grottesco e horror sfidandosi in varie gare. Ogni settimana i concorrenti vengono giudicati per le loro performance da vari giudici; tra questi troviamo giudici fissi, le Boulet Brother stesse e giudici ospiti, che variano di settimana in settimana.
| Concorrente      | Età | Città                    | Edizione originale | Posizionamento edizione originale | Posizionamento |
| ---------------- | --- | ------------------------ | ------------------ | --------------------------------- | -------------- |
| Victoria Black   | 27  | Orlando – Florida        | 2ª edizione        | Finalista                         | Vincitrice     |
| Victoria Black   | 27  | Orlando – Florida        | Resurrection       | 3º posto                          | Vincitrice     |
| HoSo Terra Toma  | 20  | Seul – Corea del Sud     | 4ª edizione        | Finalista                         | Finaliste      |
| Koco Caine       | 26  | Tulsa – Oklahoma         | 4ª edizione        | 9º posto                          | Finaliste      |
| Astrud Aurelia   | 25  | Phoenix – Arizona        | 4ª edizione        | 10º posto                         | 4º/5º posto    |
| Evah Destruction | 30  | Austin – Texas           | 3ª edizione        | 5º posto                          | 4º/5º posto    |
| Melissa Befierce | 37  | Los Angeles – California | 1ª edizione        | Finalista                         | 6º posto       |
| Abhora           | 31  | Los Angeles – California | 2ª edizione        | 4º posto                          | 7º posto       |
| Erika Klash      | 38  | New York – New York      | 2ª edizione        | 6º posto                          | 8º posto       |
| Kendra Onixxx    | 36  | Riverside – California   | 2ª edizione        | 8º posto                          | 9º posto       |
| Kendra Onixxx    | 36  | Riverside – California   | Resurrection       | Dal 4º al 7º posto                | 9º posto       |
| Yovska           | 27  | Toronto – Canada         | 3ª edizione        | 9º posto                          | 10º posto      |